# Gabriel Sánchez de la Cuesta
Pour les articles homonymes, voir Sánchez et Cuesta (homonymie).
Gabriel Sánchez de la Cuesta y Gutiérrez de Castañeda (Séville, 1er septembre 1907 - Séville 31 décembre 1982) est un médecin pharmacologue clinique et historien de la médecine.

## Biographie
Il est le fils du général et Gentilhomme de la chambre avec exercice Felipe Sánchez de la Cuesta y Navarro. Il est licencié en Médecine et Chirurgie à l'Université de Grenade, avec prix extraordinaire, passant ensuite son doctorat à l'Université Centrale de Madrid et achevant sa formation de manière décisive à Bruxelles auprès du professeur Edgar Zunz (de).
Dès le début de son travail de recherche, il s'intéressa à  la Pharmacologie et à la Thérapeutique en publiant en 1935 plusieurs travaux dans des revues scientifiques étrangères. En 1936, il gagne par opposition la chaire de Pharmacologie et de Thérapeutique de l'Université de Cadix, et réussira à être transféré à celle de Séville en 1939.
Son importance dans la médecine contemporaine espagnole vient de ce qu'il fut un pionnier de l'introduction de la pharmacologie clinique, en particulier dans tout ce qui se réfère à la recherche thérapeutique et aux essais cliniques contrôlés, si élémentaires dans la médecine actuelle.
En 1946, il fut élu académicien de la Real Academia de Medicina de Sevilla, et devint son président de 1973 à 1982. Il fut nommé également académicien de la Real Academia Nacional de Medicina et président et organisateur du Ier Congrès mondial des Académies de médecine tenu à Séville en 1977.
L'autre aspect majeur de son activité est son intérêt pour l'histoire de la médecine notamment le soin particulier pour l'étude des sources et références bibliographiques, point faible de la littérature scientifique espagnole de son temps.
Pour ce qui est de sa vie privée, il épousa doña María Teresa Alarcón de la Lastra et eut 7 enfants : Mª Carmen, Araceli, Mª Teresa, Felipe, Aurora, Mª Luisa y Mª del Valle.
Sa vie se partagea entre ses propriétés de Séville et de Huétor Santillán (province de Grenade).

## Livres
- El general español don Felipe Sánchez de la Cuesta y Navarro, Séville, 1938, (Le général espagnol don Felipe Sánchez de la Cuesta y Navarro) ;
- Introducción al Estudio de la Terapéutica, (Introduction à l'étude de la thérapeutique) ;
- Temas de patologías cardio-vasculares, Universidad de Medicina de Sevilla, Séville, 1948, (Thèmes de pathologies cardio-vasculaires) ;
- Dos reyes enfermos del corazón: los conquistadores de Sevilla, Universidad de Medicina de Sevilla, Séville, 1948, (Deux rois malades du cœur: les conquérants de Séville) ;
- Ideaorio y grandeza de don Federico Rubio, Universidad de Medicina de Sevilla, Séville, 1949 (Idéaux et grandeur de don Federico Rubio) ;
- Escritos prologales, Universidad de Medicina de Sevilla, Séville, 1951, (Écrits d'introduction) ;
- Origen y evolución de las Ideas Terapéuticas (travail singulier de compilation de la doctrine thérapeutique), 1951, (Origine et évolution des idées thérapeutiques) ;
- Atropina y bloqueos cardíacos, Universidad de Medicina de Sevilla, II Congreso Regional Andaluz de Cardiología, Osuna, 1952, (Atropine et bloquants cardiaques) ;
- Galileo y la ciencia, Universidad de Medicina de Sevilla, Séville, 1953, (Galilée et la science) ;
- Sevilla y don Gregorio Marañón, Universidad de Medicina de Sevilla, Séville, 1960, (Séville et don Gregorio Marañón) ;
- El problema de las liparteriosis, Universidad de Medicina de Sevilla, Séville, 1963, (Le problème des lipathéroses) ;
- Lucha contra las cardiopatías, Universidad de Medicina de Sevilla, Séville, 1965 (Lutte contre les cardiopathies) ;
- Momentos estelares de la medicina sevillana, Universidad de Medicina de Sevilla, Séville, 1967, (Moments cruciaux de la médecine sévillane) ;
- Discurso del Buen Comer Andaluz (avec une introduction historique), Gráficas Sevillanas, Séville, 1962, (Discours sur le bon manger andalou) ;
- Farmacología y Terapéutica Clínica del Aparato Circulatorio, Universidad de Medicina de Sevilla, Séville, 1979, (Pharmacologie et thérapeutique clinique de l'appareil circulatoire)  (ISBN 9788474051438).

Sous le pseudonyme Doctor Geese
- Mi leve heterodoxía, Gráficas Sevillanas, Colección Mulhacem, Séville, 1952, (Ma légère hétérodoxie)

## Reconnaissance
Pour son travail d'écrivain et d'historien, il fut nommé académicien de la Académie royale espagnole de la Langue, de la Real Academia de Buenas Letras de Sevilla (es), de l'Académie royale d'Histoire, de celle des Beaux-Arts de Grenade (es) et des Belles Lettres et Nobles Arts de Cordoue (es) et membre de l'Instituto de Cultura Hispánica de Madrid.

## Distinctions
Il reçut la Grand-Croix de l'Ordre d'Alphonse X le Sage et celle de l'Orden Civil de Sanidad (es).

## Hommage
Une rue de Séville porte son nom.